# Begonia aspleniifolia
Espèce
Synonymes
- Begonia filicifolia N.Hallé[1]

Begonia aspleniifolia est une espèce de plantes de la famille des Begoniaceae. Ce bégonia arbustif est originaire du Gabon. L'espèce fait partie de la section Filicibegonia. Elle a été publiée en 1864 par Alphonse Pyrame de Candolle (1806-1893), à la suite des travaux de Joseph Dalton Hooker (1817-1911). L'épithète spécifique aspleniifolia signifie « à feuille d'Asplenium » ou « à feuilles finement découpées », en référence à la forme du feuillage. 

## Répartition géographique
Cette espèce est originaire du pays suivant : Gabon.